# Championnat de France masculin de handball de deuxième division 2003-2004
Navigation
Division 2 2002-2003 Division 2 2004-2005
Le championnat de France masculin de handball de deuxième division 2003-2004 est la cinquante-deuxième édition de cette compétition et la neuvième édition depuis que la dénomination de Division 2 a été posée.
À l'issue de la saison, le HBC Villefranche-en-Beaujolais et le Saint-Raphaël VHB sont promus en Division 1.

En septembre 2004, le Real Villepinte Vert Galant n'a pas été autorisé par la FFHB à évoluer en Division 2 pour la saison 2004-2005 du fait d'incertitudes dans le budget. L'appel du club devant le CNOSF ayant été rejeté.  
Sur proposition de la Commission d’Organisation des Compétitions (article 4.3.4 des règlements de la FFHB), la CNCG a alors décidé de repêcher l’US Saintes, 15e du classement, ce qui a été validé par le bureau exécutif de la FFHB. Les Girondins de Bordeaux HBC, 14e du classement et donc premier repêchable sur le plan sportif, ont fait appel de la décision auprès du CNOSF, mais la relégation en Nationale 1 du club Bordelais a été confirmée. Le SMEC Metz, dernier du classement, est le troisième club relégué.

## Transferts et effectifs
Parmi l'ensemble des transferts, on peut noter les arrivées de Christian Gaudin à Saint-Raphaël VHB et de Matthieu Drouhin et Cédric Paty à HBC Villefranche-sur-Saône. Concernant les entraîneurs, Dejan Lukić rejoint l'HBC Conflans et Radu Voina l'ASL Robertsau.
Les effectifs des clubs sont :
Aix UC
- Président : Christian Salomez
- Entraîneurs : Éric Quintin et Thémistocle Agostini
- Salle : Gymnase Louison Bobet, Avenue Marcel Pagnol, 13090 Aix-en-Provence
- Composition de l'équipe : 1. Jean-Baptiste Blache, 24. Sylvain Astruc, 12. Gilles Pelegatti, 2. Jean-Jacques Cochard, 2. Jérémy Darignac, 5. Cédric Jourdain, 6. Nicolas Ferigoule, 7. Fabrice Chauvin, 8. Thomas Niquet, 9. Pierre-Louis Amate, 10. François Cermeu, 11. Philippe Julia, 13. Salahdine Chenanef, 18. Sébastien Ganovelli, 22. Arnaud Le Forestier.

GFCO Ajaccio
- Président : Paul-François Peres
- Entraîneurs : Jan Bašný et Pierre Pietri
- Salle : Complexe Pascal Rossini
- Composition de l'équipe : 11. Josef Kučerka, 12. Christophe Chotard, 3. Pierre Casanova, 7. Joël Tenaudier, 8. Christophe Gianni, Odael Marcos Puertas, 9. François-Xavier Ripoll, 10. Hakim El Koutali, 11. Patrick Mondoloni, 13. Dimitri Provornikov, 14. Daniel Rivet, 18. Pascal Cipin, 19. Anthony Masci, 55. Jiri Vitek.

Billère Handball
- Président : ?
- Entraîneur : Arnaud Villedieu
- Salle : Sporting d'Esté, 17 avenue St John Perse, 64140 Billere
- Composition de l'équipe : 1. Jean-Christophe Ackermann, 12. Thomas Potier, 16. Pascal Kuhn, 3. Rémi Vito, 4. Rumen Muakov, 5. Patrick Lanot Grousset, 6. Olivier Garde, 7. Didier Ranguin, 8. Pierre Lahore, 10. Benoît Nougue Cazenave, 13. Johnny Voss, 14. Ivica Grga, 15. Stéphane Richardson, 17. Yannick Boye, 67. Daniel Kuhn, 97. Lucien Dambreville, Pascal Allias.

Girondins de Bordeaux HBC
- Président : Joël Guegan
- Entraîneur : Philippe Abribat
- Salle : Salle Jean Dauguet, 2 Rue Ferdinand Palau, 33100 Bordeaux
- Composition de l'équipe : 1. Luc Yvrard, 16. Martin Strub Hidalgo, 2. Ludovic Fernandez, 3. Jean-Philippe Raffy, 4. Anthony Francastel, 5. Nenad Stanic, 6. Julien Giraud, 7. Stéphane Carrere, 8. Frédéric Vito, 9. Yannick Sala, 10. Krzysztof Chrabota, 11. Jonathan Roby, 13. Vincent Vernet, 15. Stéphane Francastel, 17. Rémy Deniault, 18. Jocelyn Hass, Mario Percin.

OC Cesson
- Président : René Henry
- Entraîneur : David Christmann
- Salle : Palais des Sports, 3 allée de Champagné, 35510 Cesson-Sevigné
- Composition de l'équipe : 16. Mathieu Galliou, 94. Mathieu Kreiss, 3. Benoît Doré, 4. Pierre Lemeur, 5. Emmanuel Caudan, 7. Alan Caer, 8. Pierre Fabre, 9. Tobias Petterson, 10. Boris Charreteur, 11. David Carpentier, 13. Ferly Boubala Yembi, 14. Nicolas Gaugain, 15. Miguel Gracia, 18. Olivier Mantes, 24. Alban Bizet.

HBC Conflans
- Président : Michel Lenormand
- Entraîneur : Dejan Lukić
- Salle : Gymnase Pierre Ruquet, 207 Rue Aristide Briand, 78700 Conflans-Sainte-Honorine
- Composition de l'équipe : Dominique Laurent, Christian Bertreux, Eric Bernard, Christophe Marais, Cédric Collart, Fabien Dubo, Kamel Messara, Sébastien Midavaine, Cédric Lewis, Bertrand Martin, Gabez

Massy Essonne Handball
- Président : Gilles Desgrolard
- Entraîneurs : Gilles Lenaff et Fabrice Bertrand
- Salle : Centre omnisports, Avenue du Noyer Lambert, 91300 Massy
- Composition de l'équipe : 16. Alexandre Leconte, 12. Sofiane Sifaoui, 2. Kevin Le Bihan, 3. Sylvain Dubois, 4. Djordje Vojinovic, 5. Pierre Malfoy, 6. Sébastien Begassat, 7. Cyril Happe, 9. Kévin Cuisenier, 10. Jonathan Scarmel, 11. Guillaume Desgrolard, 15. Ahmed Ahouari, 19. Oliver Todorovic, 21. Benjamin Desgrolard, 27. Ahmed Hadjali.

SMEC Metz
- Président : Philippe Apelle
- Entraîneurs : Marc Berged et Detlef Sobolewski
- Salle : Complexe St Symphorien, bd St Symphorien, 57050 Longeville-lès-Metz
- Composition de l'équipe : 4. Makhlouf Aït Hocine, 97. Frédéric Anduse, Jovan Tomanovic, 11 Tarek Boucetta, 2. Olivier Frantz, 99. Geoffroy Guillaume, 55. Thomas Lombard, 69. Jean-François Pounoussamy, 8. Nicolas Rosini, 20. Marius Versickas, Luc Gaude, Cyrille Magnon, Rémi Oliver, Baptiste Butto, Romain Calixte, Marc Rousselle, Benoît Thiebaut, Vincent Gérard.

ASPTT Nancy-Vandœuvre
- Président : François Guibourt
- Entraîneurs : Paul Matte
- Salle : Parc des Sports, Vandoeuvre nations, rue de Gembloux, 54500 Vandœuvre-lès-Nancy
- Composition de l'équipe : Yannick Birckel, Benjamin Braux, David Concoriet, Jean Christophe Ehle, Emeric Grain, Yann Guellerin, Olivier Gueusquin, François Helio, Jacek Jedrzejewski, Gautier Josse, David Motyka, Nicolas Pfister, Pierre-Yves Ragot, Antonin Roussel, Thierry Thoni, Matthieu Viviez.

ASL Robertsau
- Président : Francis Depp
- Entraîneur : Radu Voina
- Salle : Centre sportif de la Robertsau, 212 route de la Wantzenau, 67000 Strasbourg
- Composition de l'équipe : 1. Loïc Gutmann -12. David Lehmann, 2. Benjamin Guers, 3. Dragos Dobrescu, 4. Grégory Denain, 6. Bogdan Voina, 7. William Winterberg, 8. Jean-François Schwartz, 9. Loan Gabrean, 10. Stéphane Pize, 14. Damien Waeghe, 16. Kamel Tebboub, 18. Vincent Stangret, 19. Antonin Juillard, 20. Vincent Gilbert.

US Saintes
- Président : Philippe Dupré
- Entraîneur : Karim El-Maouhab
- Salle : Complexe du Grand Coudre, 100, rue du Docteur Jean, 17100 Saintes
- Composition de l'équipe : 12. Nicolas Pavillard, 16. Yoann Forgeneuf, 27. Mickaël Touboul, 2. Mickaël Dubis, 3. Laurent Lachoix, 4. Emmanuel Peraud, 5. Dorian Luzineau, 6. Grégory Demazoin, 7. Nicolas Grenon, 8. Xavier Guerin, 9. Benoît Lepinoux, 10. Aleksander Kokanovic, 13. Vincent Le Garrec, 17. Mikaël Arquez, 18. Kévin Emerit, 19. Cédric Pateur.

Saint-Raphaël VHB
- Président : Jean-François Krakowski
- Entraîneur : Željko Anić
- Salle : Salle Omnisports de l'Estérel - Bd de l'Aspé - 83705 Saint-Raphaël
- Composition de l'équipe : 16. Christian Gaudin, 1. Emmanuel Isotton, 2. Tadej Svet, 3. Arnaud Nita, 4. Stéphane Raphanel, 5. Laurent Maisonneuve, 7. Olivier Inghilleri, 8. Lionel Roll, 9. Thibault Bachelet, 10. Sébastien Mercere, 11. Michel Chiodi, 12. Christophe Coindevel, 14. Gérald Imbert, 15. Krzyzstof Gorniak, 21. Olivier Martin, 44. Rune Marki.

HBC Villeneuve d'Ascq
- Président : André Perrin-Ravier
- Entraîneur : Milenko Kojic
- Salle : Salle Marcel Cerdan, Rue des Comices, 59650 Villeneuve d'Ascq
- Composition de l'équipe : 1. Damien Moutier, 12. Hervé Chu, 23. Yohann Delattre, 3. Selim Tami, 5. Yann Gheysen,  6. Guillaume Dassonville, 7. Max Cambay, 8. Maxime Dassonville, 9. Nikola Malesevic, 10. Julien Segond , 13. Julien Remy, 14. Rabah Soudani, 15. Aurimas Frolovas, 17. Milan Manojlovic , 19. Richard Demaret, 22. Maxime Desrumeaux, 18. Jernej Gologranc.

HBC Villefranche-sur-Saône
- Président : Ch. Crosaz Blanc
- Entraîneur : Milorad Davidović
- Salle : Palais des Sports, 183 Rue Auguiot, 69400 Villefranche-sur-Saône
- Composition de l'équipe : Olivier Alba, Sofiane Bekkouche, Hachemi Bengrine, Aziz Benkahla, Danilo Brestovac, Sassi Boultif, Arnaud Chapuis, Romain Deveze, Matthieu Drouhin, Eric Ebel, Benoît Ferreira, Sébastien Gallotte, Xavier Lorgeré, Dragos Mocanu, Cédric Paty, Willy Ramanich.

Real Villepinte Vert Galant
- Président : Dominique Nuytens
- Entraîneurs : Tijani Kachroum et Patrick Cadrecha
- Salle : Gymnase Jacques Lamberdiere - Avenue Jean Fourgeaud, 93420 Villepinte
- Composition de l'équipe : 1. Pierre Deballon , 12. Yann Genty, 16. Ion Sorin Barza, 2. Cristian Stamate, 4. Liviu Urda, 5. Cédrick William, 6. Ciprian Alesu, 7. Cézar Preda, 8. Emmanuel Courteaux, 9. François Leguen, 10. Xavier Mazagran , 11. Sébastien Cloux, 13. Teddy Prat, 14. Danick Yaho, 15. Valériu Costea, 19. Mahmoud Mourau, 21. Kevin Rasle-Cally, Joseph Diallo.

ASCA Wittelsheim
- Président : Patrice Costa
- Entraîneur : Jean-Paul Billig
- Salle : Palais des sports, 37 Rue de l'Illberg, 68200 Mulhouse
- Composition de l'équipe : 1. Radek Motlik, 12. Yann Thirion, 2. Tomas Bokr, 3. Alexandre Herbrecht, 4. Romain Millot, 5. Arnaud Garnier, 6. Ludovic Paprota, 7. Jiri Piroch, 8. Abdelatif Frik, 9. Marian Tallo, 10. David Schneider, 11. Vladan Sucurovic, 13. Julien Costa, 14. Jean-François Kieffer.

## Classement
Le classement final est :
|    | Équipe                      | Pts | J  | G  | N | P  | Bp  | Bc  | Diff | Dép |
| -- | --------------------------- | --- | -- | -- | - | -- | --- | --- | ---- | --- |
| 1  | HBC Villefranche-sur-Saône  | 75  | 30 | 21 | 3 | 6  | 803 | 720 | 83   | -   |
| 2  | Saint-Raphaël VHB           | 69  | 30 | 17 | 5 | 8  | 730 | 665 | 65   | -   |
| 3  | Real Villepinte Vert Galant | 66  | 30 | 14 | 8 | 8  | 746 | 726 | 20   | 4   |
| 4  | ASPTT Nancy-Vandœuvre       | 66  | 30 | 16 | 4 | 10 | 754 | 749 | 5    | -4  |
| 5  | HBC Villeneuve d'Ascq       | 65  | 30 | 14 | 7 | 9  | 712 | 675 | 37   | -   |
| 6  | OC Cesson                   | 60  | 30 | 13 | 4 | 13 | 687 | 675 | 12   | 14  |
| 7  | GFCO Ajaccio (R)            | 60  | 30 | 13 | 4 | 13 | 762 | 779 | -17  | -14 |
| 8  | Massy Essonne Handball      | 58  | 30 | 12 | 4 | 14 | 733 | 760 | -27  | 8   |
| 9  | Billère Handball            | 58  | 30 | 11 | 6 | 13 | 663 | 693 | -30  | -8  |
| 10 | HBC Conflans                | 57  | 30 | 11 | 5 | 14 | 719 | 728 | -9   | 5   |
| 11 | ASL Robertsau               | 57  | 30 | 12 | 3 | 15 | 781 | 796 | -15  | -5  |
| 12 | ASCA Wittelsheim            | 55  | 30 | 12 | 1 | 17 | 732 | 749 | -17  | 12  |
| 13 | Aix UC                      | 55  | 30 | 12 | 1 | 17 | 696 | 722 | -26  | -12 |
| 14 | Girondins de Bordeaux HBC   | 54  | 30 | 9  | 6 | 15 | 729 | 729 | 0    | -   |
| 15 | US Saintes                  | 53  | 30 | 10 | 3 | 17 | 738 | 771 | -33  | -   |
| 16 | SMEC Metz                   | 52  | 30 | 7  | 8 | 15 | 710 | 758 | -48  | -   |

Légende
|     | Promu en Division 1                                |
|     | Relégué pour raison administrative (cf. ci-dessus) |
|     | Repêché de la relégation (cf. ci-dessus)           |
|     | Relégué en Nationale 1                             |
| (R) | Relégué de Division 1 en début de saison           |
| (P) | Promu de Nationale 1 en début de saison            |

## Statistiques et récompenses

### Meilleurs joueurs
Au terme de la saison, Handzone a déterminé une liste des meilleurs joueurs :
- Meilleur joueur : Bogdan Voina (Robertsau)
- Meilleur gardien : Josef Kučerka (Ajaccio)
- Meilleur arrière gauche : David Schneider (Wittelsheim)
- Meilleur arrière droit : Krysztof Gorniak (St Raphaël)
- Meilleurs demi-centres : Bogdan Voina (Robertsau) et Dimitri Provornikov (Ajaccio)
- Meilleur ailier gauche: David Motyka (Nancy)
- Meilleur ailier droit : Arnaud Chapuis (Villefranche)
- Meilleur pivot : Christian Stamate (Villepinte)
- Meilleur défenseur : Arnaud Leforestier (Aix en Provence)
- Meilleur entraîneur : Paul Matte (Nancy)

### Statistiques
| Rang | Joueur              | Club            | Buts |
| ---- | ------------------- | --------------- | ---- |
| 1    | Bogdan Voina        | Robertsau       | 184  |
| 2    | David Schneider     | Wittelsheim     | 176  |
| 3    | Teddy Prat          | Villepinte      | 169  |
| 4    | Geoffroy Guillaume  | Metz            | 168  |
| 5    | Dimitri Provornikov | Ajaccio         | 166  |
| 6    | Johnny Voss         | Billere         | 163  |
| 7    | Jiří Vítek          | Ajaccio         | 162  |
| 8    | Marian Tallo        | Wittelsheim     | 161  |
| 9    | David Motyka        | Nancy           | 158  |
| 10   | Stéphane Raphanel   | Saint-Raphael   | 148  |
| 11   | Krzysztof Górniak   | Saint-Raphael   | 137  |
| 11   | Julien Segond       | Villeneuve      | 137  |
| 13   | Dorian Luzineau     | Saintes         | 130  |
| 14   | Pierre Malfoy       | Massy           | 127  |
| 14   | Milan Manojlović    | Villeneuve      | 127  |
| 16   | Fabrice Chauvin     | Aix-En-Provence | 122  |
| 17   | Ahmed Hadjali       | Massy           | 121  |
| 17   | Emmanuel Courteaux  | Villepinte      | 121  |
| 19   | Sassi Boultif       | Villefranche    | 119  |
| 20   | Matthieu Drouhin    | Villefranche    | 116  |

| Rang | Joueur                | Club            | Arrêts |
| ---- | --------------------- | --------------- | ------ |
| 1    | Josef Kučerka         | Ajaccio         | 439    |
| 2    | Radek Motlik          | Wittelsheim     | 384    |
| 3    | Mathieu Kreiss        | Cesson-Sevigne  | 368    |
| 4    | Danilo Brestovac (en) | Villefranche    | 356    |
| 5    | Morio Percin          | Bordeaux        | 354    |
| 6    | Christian Gaudin      | Saint-Raphael   | 350    |
| 7    | Sorin Barza           | Villepinte      | 342    |
| 8    | Jovan Tomanović       | Metz            | 296    |
| 9    | Yannick Birckel       | Nancy           | 288    |
| 10   | Nicolas Pavillard     | Saintes         | 253    |
| 11   | Loïc Gutmann          | Robertsau       | 244    |
| 12   | Dominique Laurent     | Conflans        | 217    |
| 13   | Gilles Pelegatti      | Aix-En-Provence | 211    |
| 14   | Damien Moutier        | Villeneuve      | 194    |
| 15   | Soflane Sifaoui       | Massy           | 184    |
| 16   | Yohann Delattre       | Villeneuve      | 175    |
| 17   | Sylvain Astruc        | Aix-En-Provence | 168    |
| 18   | Christian Bertreux    | Conflans        | 166    |
| 19   | Pascal Kuhn           | Billere         | 158    |
| 19   | Alexandre Leconte     | Massy           | 158    |